# Euboiai vázafestészet

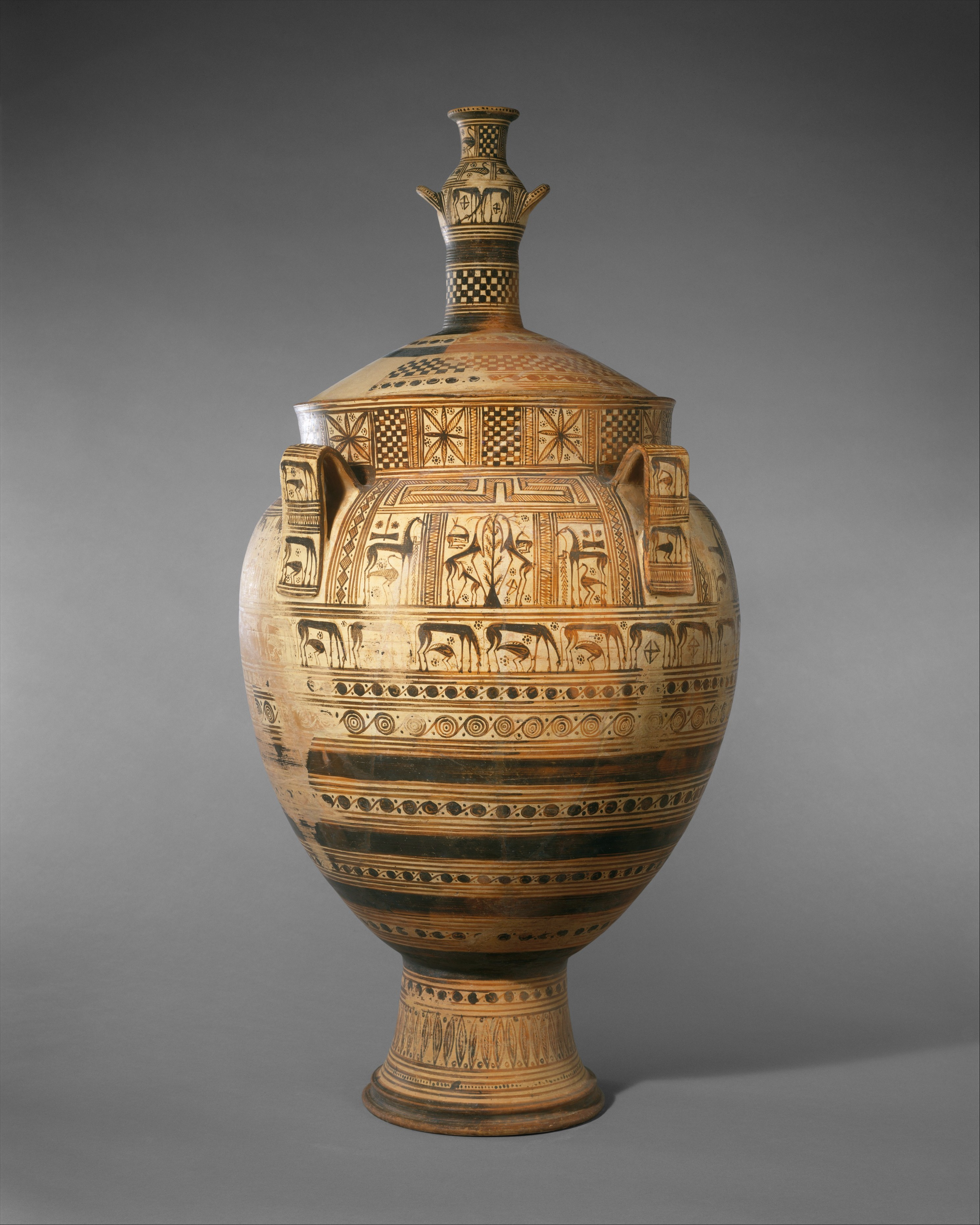
Euboiai geometrikus díszítésű kratér, i. e. 8. század közepe

Az Euboiai vázafestészet az ókori görög vázafestészet egyik helyi változata volt az i. e. 9. századtól az i. e. 4. század második negyedéig. Euboia fazekassága hasonló stílusjegyeket mutat mint Attikáé és Boiótiáé ezért időnként nehezen lehet azonosítani egy adott edény származási helyét. Az Eretriában készült edények a legismertebbek mivel azon a területen folytak a legkiterjedtebb régészeti feltárások. Az eubóiai geometrikus kor i. e. 800 körül kezdődött. Orientalizáló stílusban az i. e. 7. század harmadik negyedétől díszítették edényeiket, majd az i. e. 6. század közepén tértek át a ténylegesen feketealakos edények gyártására. Az eubóiai műhelyekben az i. e. 5. század középső harmadában váltottak vörösalakos festésmódra ami az i. e. 4. század második negyedéig volt divatban, ezután beszüntették a festett edények gyártását.   

## Geometrikus vázafestészet
Egy hosszú szubprotogeometrikus időszak után i. e. 800 körül az eubóiai fazekasok több jellegzetes elemet átvettek az attikai középső geometrikus korból, majd egy egyéni késő-geometrikus stílust hoztak létre amelybe korinthoszi elemeket is belefoglaltak. Az ilyen típusú edények különböző változatait nyugati területeken is gyártották. Eubóia legkorábbi nyugati kolóniáján Ischia szigetén  az ókori Pithékusszaiban találták meg egy helyben készült kratér töredékén az eddig ismert legkorábbi fazekasjegyet egy szárnyas keveréklény ábrázolásával együtt ami viszont keleti görög előképek alapján készült.  
A posztgeometrikus időszakra a nagyméretű amforák jellemzőek, hasonlóakat Attikában, Boiótiában, és a Kükládokon is gyártottak. Eretriában, a legismertebb eubóiai fazekasközpontban ezeket a vázákat a kor végén temetéshez kapcsolódóan is használták. Az első figurális ábrázolások, állatok és keveréklények szubgeometrikus stílusban készültek.

## Orientalizáló és feketealakos vázafestészet

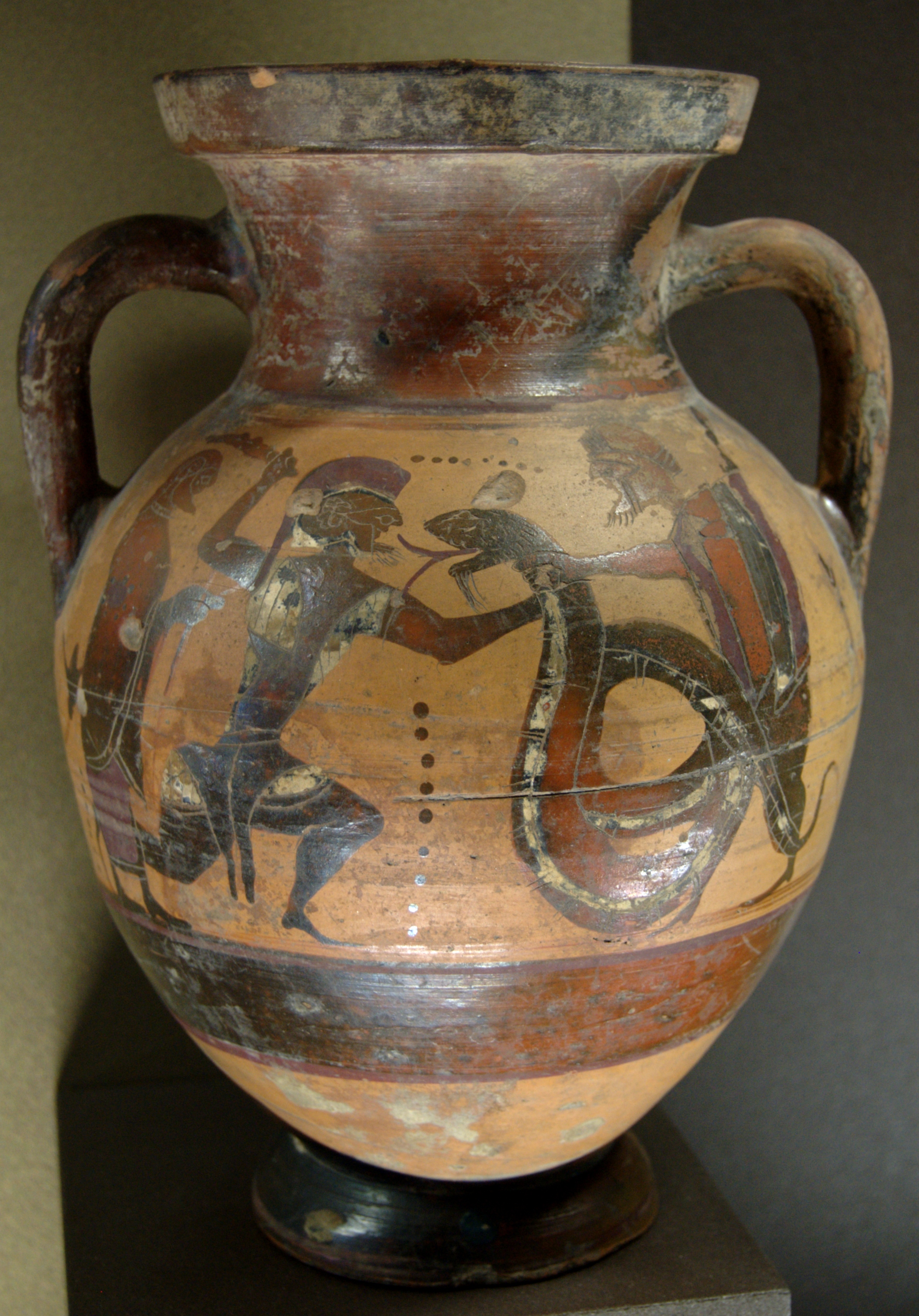
Feketealakos amfora, i. e. 6. század közepe, Párizs, Louvre

Az i. e. 7. század harmadik negyedétől erőteljes orientalizáló hatás ismerhető fel ahol együttesen alkalmazták a sziluett és körvonalas ábrázolást. Legtöbbször állatokat és hibrid lényeket jelenítettek meg, de időnként meglehetősen robusztus stílusban nőket is (siratóasszonyok?) ábrázoltak.
A bekarcolást ritkán alkalmazták helyette hozzáadott színeket használtak, vöröset és erőteljesen hígított, fehérnek tűnő színt.  Az i. e. 7. század végén és az i. e. 6. század elején a hozzáadott színek mellett már egyre több bekarcolást is alkalmaztak és egyes testrészeket már körvonalrajzzal jelenítettek meg.
A feketealakos technika nem sokkal az i. e. 6. század közepe előtt jelenik meg attikai hatásra. 
Bár az eubóiai feketealakos díszítésmód ikonográfiailag és technikailag is sokban hasonlít a környező régiók festészetéhez, a belső vonalak bekarcolása helyett hozzáadott színek alkalmazásával mégis megőrizte egyedi jellegét. A korai feketealakos edényeken, főleg a nagyméretű amforákon (esetenként hüdriákon és külixeken), mitológiai jeleneteket is ábrázoltak, fő témáik Héraklész és a Hüdra, Péleusz valamint a gorgók. Másodlagos virág díszítőelemeiket fehér színnel közvetlenül az edény felületére vitték fel, ez a technika később is népszerű maradt. 

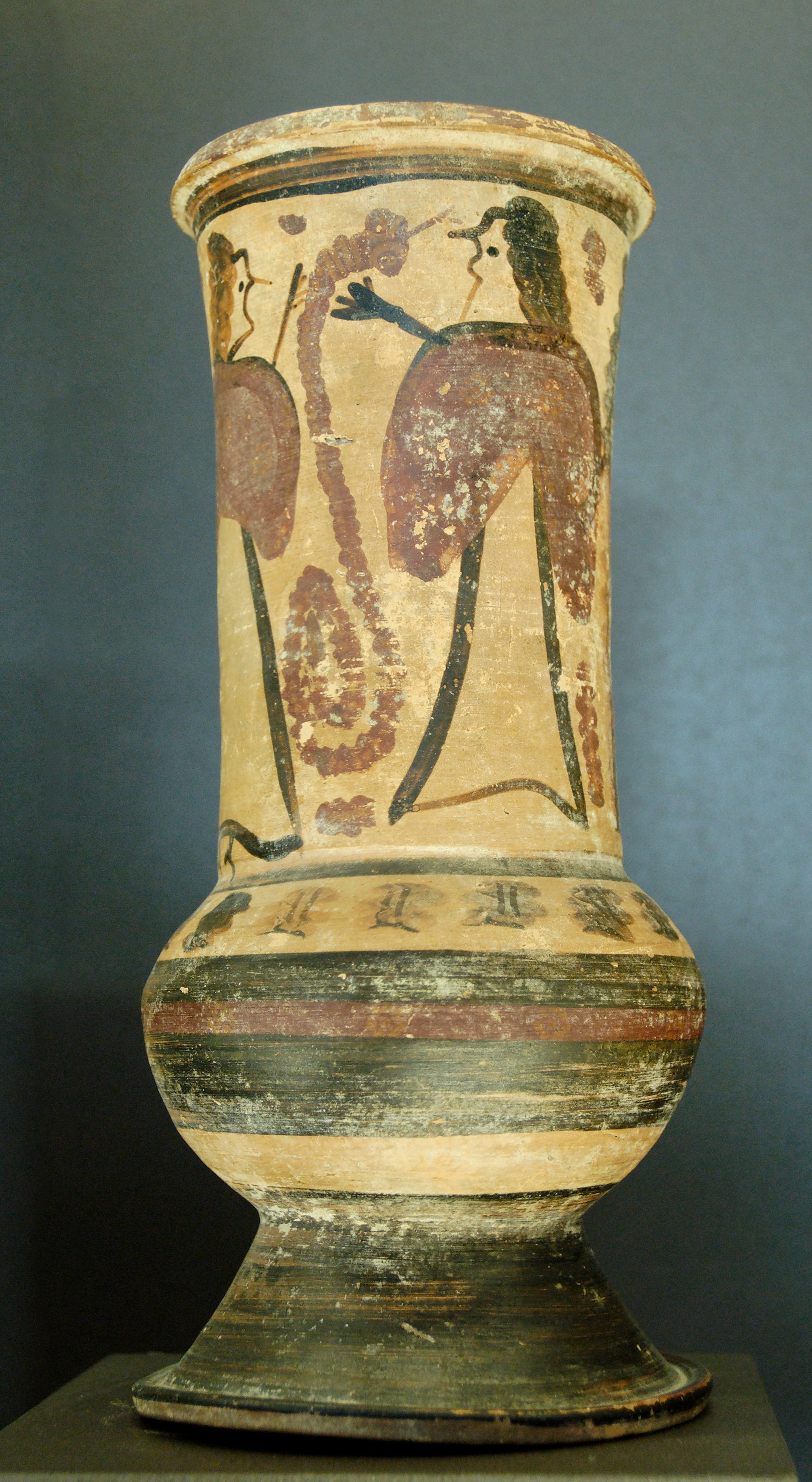
magas nyakú, orientalizáló korsó

Az i. e. 7. század eleje és az i. e. 6. század eleje között készült egy (legjobban az eretriai szentély ásatásaiból ismert) magas nyakú korsókból álló edénycsoport amit valószínűleg Artemisznek ajánlottak fel. A legkorábbiakon szubgeometriai motívumok tűnnek fel, de az i. e. 7. század közepe és a körülbelül i. e. 600 között készült edények díszítésük alapján a nagyméretű orientalizáló amforákkal sorolhatók egy csoportba. Körvonalrajzaik hozzáadott színekkel nők felvonulását, vagy elő- és hátoldalukon két-két nőalakot ábrázolnak egy ruhadarabnak tűnő tárgy két oldalán, ami feltételezhetően az istennőnek szánt ajándék lehetett.
Az i. e. 6. században a feketealakos technika vált uralkodóvá. Legtöbb darab (bár vannak kivételek is) attikai jellegzetességeket mutat bár továbbra is felismerhetők rajtuk a helyi díszítőelemek például a hozzáadott színek a belső részleteknél és a különleges helykitöltő elemek. Valószínűsíthető attikai vagy Attikában tanult mesterek jelenléte is. Viszonylag kevés eubóiai fazekasárut exportáltak, ennek ellenére ismertek darabok Boiótiából, az égeikum északi részéből és a Fekete-tenger térségéből is. 
Az edények formája attikai mintákat követ, ábrázolásaik fő témái a mitológiai jelenetek, a mindennapi élet képei, lovasok, bokszolók, fiatal férfiak, szatírok és különböző állatok voltak. Egy különleges, boitóiai párhuzamokkal rendelkező edénytípus volt a tondóval díszített lekané, belsejében gyakran valódi feketealakos technikával készített képpel, külsején sziluett-technikával és hozzáadott színekkel ábrázolt virágokkal. Más edényformákat is díszítettek bekarcolás nélküli feketealakos technikával. Később, az i. e. 5. században euboiai és boiótiai fazekasműhelyekben sziluett-technikával készített Niké-ábrázolásokat, csata- és üldözéses jeleneteket festettek külixekre. Az i. e. 5. század végén és az i. e. 4. század jelentős részében az edényeken már csak virágdíszítést alkalmaztak és nagyon ritkává váltak a figurális díszítőelemek. 

## Vörösalakos vázafestészet
Az i. e. 440-430 körül  kezdődött az euboiai agyagművesség új fejezete, amikor Eretriában rátértek vörösalakos, valamint a fehér hátterű edények gyártására. Úgy tűnik az új díszítési módot athéni vagy attikában tanult mesterek honosították meg. Kezdetben a hangsúlyt a fehér hátterű léküthoszokra  helyezték, de hamarosan a vörösalakos technika vált elsődlegessé. Az i. e. 5. században a temetési vázák főleg léküthoszok készültek nagyobb számban de hüdriák és harang-kratérek is ismertek.
Az i. e. 4. századra a termelés mennyisége lecsökkent és az ivóedényekre kezdtek koncentrálni. Ezek településeken, lakókörnyezetben végzett ásatások során kerültek elő. Továbbra is gyártottak temetési vázákat, főleg hengeres testű léküthoszokat, míg más edényformákon zsánerjelenetek (például a nők mindennapi feladatait ábrázoló képek), üldözéses ábrázolások valamint szatírok és erószok kaptak helyet. A helyi fazekasműhelyek az i. e. 4. század második negyedéig készítettek festett edényeket, ezután beszüntették gyártásukat.